# Hanna Rademacher
Hanna Rademacher (* 15. Dezember 1881 als Johanna Franziska Leuchs in Nürnberg; † 31. Juli 1979 in Schmallenberg, Sauerland) war eine deutsche Schriftstellerin.

## Leben
Hanna Rademacher war die Tochter eines Verlegers. Sie besuchte höhere Schulen in Nürnberg und Friedrichshafen und erhielt Privatunterricht durch einen Altphilologen. Von 1899 bis 1902 hörte sie an der Universität München Vorlesungen in den Fächern Archäologie, Geschichte und Germanistik. Sie nahm an Bildungsreisen mit dem Literaturwissenschaftler Franz Muncker und seiner Frau teil, die sie in die Schweiz, nach Italien und Skandinavien führten. 1903 heiratete sie den Ingenieur Ernst Rademacher. Das Ehepaar lebte anfangs in Berlin, dann in Leipzig und ab 1914 in Düsseldorf. Nachdem Hanna Rademacher bereits seit ihrer Kindheit literarische Texte, vor allem Theaterstücke, verfasst hatte, entstand nunmehr eine Reihe von  Stücken, die an diversen deutschen Bühnen aufgeführt wurden. Daneben schrieb die Autorin auch erzählende Werke.
1939 zog die Familie nach Fleckenberg im Sauerland. In den folgenden Jahrzehnten führte Hanna Rademacher ein zurückgezogenes Leben,
verfasste allerdings noch eine Reihe von Theaterstücken, die teilweise nur als Manuskript im Nachlass der Autorin vorliegen.

## Werke
- Johanna von Neapel, Leipzig 1911
- Golo und Genovefa, Leipzig 1914
- Utopia, Dresden [u. a.] 1921
- Rosamunde, Düsseldorf 1923
- Willibald Pirckheimer, Düsseldorf 1924
- Haus der Freunde, Düsseldorf 1928
- Cagliostro, Düsseldorf 1931
- Heinrich Toppler, Bürgermeister von Rothenburg, Düsseldorf 1933
- Jacobe von Baden, Düsseldorf 1937
- Kaiser und König, Düsseldorf 1937
- Amrei, Langensalza [u. a.] 1939
- Ein König ringt um das Reich, Berlin 1940
- Willkommen, Düsseldorf 1940
- Dem Genius Preußens, Düsseldorf 1942
- Ein viel zu großes Herz, das mich verzehrt ..., Fleckenberg 1950
- Eppelein von Gailingen, Fleckenberg 1954
- Das Urteil des Paris oder Die Ent-Scheidung, Fleckenberg 1954
- „... und wandelte unter uns ...“, Fleckenberg 1956
- Im Licht der Ewigkeit, Jagdhaus über Fleckenberg 1961
- Maria Theresia, Bayreuth 1962